# Cantón de Riscle
El cantón de Riscle era una división administrativa francesa, que estaba situada en el departamento de Gers y la región de Mediodía-Pirineos.

## Composición
El cantón estaba formado por veintiún comunas:
- Arblade-le-Bas
- Aurensan
- Barcelonne-du-Gers
- Bernède
- Caumont
- Corneillan
- Gée-Rivière
- Labarthète
- Lannux
- Lelin-Lapujolle
- Maulichères
- Maumusson-Laguian
- Projan
- Riscle
- Saint-Germé
- Saint-Mont
- Ségos
- Tarsac
- Vergoignan
- Verlus
- Viella

## Supresión del cantón de Riscle
En aplicación del Decreto n.º 2014-254 de 26 de febrero de 2014, el cantón de Riscle fue suprimido el 22 de marzo de 2015 y sus 21 comunas pasaron a formar parte del nuevo cantón de Adour-Gersoise.